# Géométrie dynamique
Le terme géométrie dynamique (ou géométrie interactive) désigne à la fois l'environnement géométrique et l'ensemble des outils qui permettent d'explorer de façon interactive les propriétés des objets géométriques en effectuant des opérations de nature géométrique : tracé de courbe, transformation géométrique, projection, etc., tout en respectant les contraintes du milieu géométrique : parallélisme et orthogonalité en géométrie euclidienne, par exemple.

## Description
La plupart du temps, ce terme désigne les logiciels qui offrent un tel environnement de travail. Ils offrent une panoplie d'outils qui permettent d'explorer de façon étendue différentes propriétés géométriques. 
Cependant, cette restriction est abusive. En effet, la combinaison papier-crayon constitue un environnement de géométrie dynamique, car il est possible de tracer plusieurs figures et d'explorer leurs propriétés de façon interactive (en comparant des angles, par exemple).
Certains logiciels s'affirment comme étant dynamiques et interactifs, ce qui est exact, allant jusqu'à se dire de géométrie dynamique, ce qui est inexact. En effet, plusieurs ne respectent pas les contraintes du milieu géométrique. Par exemple, dans un authentique environnement de géométrie euclidienne, le parallélisme entre deux segments de droite est maintenu s'il est défini lors de leur création, peu importe leurs déplacements respectifs. C'est ce respect des contraintes du milieu qui permet d'affirmer qu'il s'agit d'un logiciel de géométrie dynamique. Pour cette raison, dans le cadre d'une utilisation pédagogique, les authentiques logiciels de géométrie dynamique sont à privilégier.

## Historique
L'ancêtre de tous les logiciels de géométrie dynamique est Cabri Géomètre, développé en France.
Puis plusieurs logiciels sont apparus : Atelier de géométrie, Géoplan-Géospace, GEONExT, Déclic (1997), MathGraph32, GeoGebra, C.a.R., CaRMetal et TracenPoche, tous gratuits et pour la plupart libres et multilingues.
Un nouveau type de logiciel de géométrie dynamique est apparu avec Géométrix 1994-1998 . Ce logiciel, s'appuie sur un module de raisonnement automatique et permet de générer des exercices de construction ou de démonstration. Le logiciel peut alors corriger en direct un élève sur ces exercices. Il peut aussi coder automatiquement la figure et proposer des conjectures.
En 2010, le logiciel GéoLicia introduit le concept de forçage de points : parmi les objets géométriques, certains sont placés a priori et leur position est modifiable (ils sont «libres»). D'autres objets sont construits à partir de ces points et, pour être déplacés, doivent être forcés : les objets qui les définissent doivent alors être déplacés et si eux-mêmes sont des objets construits, ils sont aussi forcés (Algorithme récursif).
Aux États-Unis, Cabri Géomètre (depuis 1990) et  The Geometer Sketchpad (depuis 1991) sont les deux logiciels de ce type principalement utilisés.

Le projet européen Inter2Geo fédère la plupart des logiciels européens et vise à l'interopérabilité des logiciels de géométrie dynamique en proposant un format de fichier commun, un serveur de ressources éducatives que tous les enseignants et étudiants peuvent utiliser, commenter, noter et améliorer.

## Sources
- Laborde, C. et Capponi, B. (1994), Cabri-géomètre constituant d'un milieu pour l'apprentissage de la notion de figure géométrique in Recherches en didactique des mathématiques, 14 (1.2), p.165-210.

1. ↑  J. Gressier, 1998, http://revue.sesamath.net/spip.php?article42